# Computer Ethics Institute
El Instituto de Ética Informática (Computer Ethics Institute, CEI) es una organización sin ánimo de lucro clasificada como 501(c) 3. Su sede está ubicada en Washington D. C.. Se dedica a la investigación, la educación y el desarrollo de políticas públicas relacionadas con la intersección entre los avances en las tecnologías de la información y los marcos éticos. Su comunidad está compuesta por profesionales provenientes de diversos sectores, como el académico, corporativo, de políticas públicas, tecnológico y religioso. Además, su base de participantes es diversa en disciplinas, culturas, generaciones y tiene alcance internacional.
La misión principal del CEI es facilitar el análisis y la integración de principios éticos en el desarrollo y uso de las tecnologías informáticas. A través de este proceso, se generan recursos educativos y normas regulatorias que buscan guiar el comportamiento y las decisiones en el ámbito tecnológico. De este modo, el instituto fomenta un diálogo abierto y multidimensional para abordar los desafíos éticos emergentes en un mundo cada vez más digitalizado, promoviendo el uso responsable y justo de la tecnología en beneficio de la sociedad.
Su aportación más prominente son los Diez Mandamientos de la Ética Informática. Estos fueron creados en 1992, incluyéndose en el artículo "En busca de los 'Diez Mandamientos' para la ética" de Ramón C. Barquín. Aunque han sido citados en multitud de instancias en la literatura de la ética informática, no han estado exentos de polémica, teniendo fieles defensores y duros críticos, como los parte de la comunidad hacker y académicos.

## Historia
El Instituto de Ética Informática (CEI) fue fundado en 1985 bajo el nombre de Coalición para la Ética Informática (Coalition for Computer Ethics). Sus miembros fundadores provenían de instituciones como The Brookings Institution, International Business Machines Corporation (IBM), The Washington Consulting Group y The Washington Technological Consortium. Su objetivo  era desarrollar métodos para aumentar la conciencia sobre las implicaciones éticas inherentes al uso de las tecnologías de la información. El CEI se convirtió en una de las primeras organizaciones en abordar los temas éticos y de políticas públicas relacionados con los avances en la tecnología de la información.